# Kwastvinnigen
De kwastvinnigen of spiervinnige vissen (Sarcopterygii) zijn binnen de beenvisachtigen (Osteichthyes) de zustergroep van de eigenlijke beenvissen, de straalvinnigen (Actinopterygii). 
Naast twee groepen vissen, de longvissen (Dipnoi) en coelacanten (Latimeria), omvat de groep van de Kwastvinnigen volgens een cladistische indeling ook de viervoeters (Tetrapoda), waar amfibieën, reptielen (waaronder de dinosaurussen en vogels) en zoogdieren toe behoren.

## Cladistische indeling
Het onderstaande cladogram is gebaseerd op een studie door Philippe Janvier en anderen voor het "Tree of Life Web Project".
|  | †Porolepimorpha     |
|  |                     |
|  | Dipnoi (Longvissen) |
|  |                     |

|         | †Rhizodontimorpha                                                            |
|         |                                                                              |
| unnamed | \| \| †Osteolepimorpha \| \| \| \| \| \| Tetrapoda (Viervoeters) \| \| \| \| |
|         | \| \| †Osteolepimorpha \| \| \| \| \| \| Tetrapoda (Viervoeters) \| \| \| \| |
|         | †Osteolepimorpha                                                             |
|         |                                                                              |
|         | Tetrapoda (Viervoeters)                                                      |
|         |                                                                              |

|  | †Osteolepimorpha        |
|  |                         |
|  | Tetrapoda (Viervoeters) |
|  |                         |

|  | †Porolepimorpha     |
|  |                     |
|  | Dipnoi (Longvissen) |
|  |                     |

|         | †Rhizodontimorpha                                                            |
|         |                                                                              |
| unnamed | \| \| †Osteolepimorpha \| \| \| \| \| \| Tetrapoda (Viervoeters) \| \| \| \| |
|         | \| \| †Osteolepimorpha \| \| \| \| \| \| Tetrapoda (Viervoeters) \| \| \| \| |
|         | †Osteolepimorpha                                                             |
|         |                                                                              |
|         | Tetrapoda (Viervoeters)                                                      |
|         |                                                                              |

|  | †Osteolepimorpha        |
|  |                         |
|  | Tetrapoda (Viervoeters) |
|  |                         |

Ondanks de diversiteit binnen de Sarcopterygii is er toch een aantal kenmerken die zij gemeen hebben. Zo zijn zij allemaal in het bezit van een of twee longen, hoewel de coelacant, een dier van de diepzee, deze niet voor ademhaling gebruikt. Verder hebben hun ledematen een andere structuur en lijken in aanleg eerder op poten dan op vinnen. Bij sommigen (vogels) zijn de poten vleugels geworden en bij anderen verloren gegaan (bijvoorbeeld bij slangen).